# Colt M1902
Colt M1902 — самозарядный пистолет, разработанный американским конструктором Дж. М. Браунингом в начале 1900-х годов. По своей конструкции, пистолет представлял собой модернизированный Colt M1900. Выпускался в трёх моделях: карманной, военной, и спортивной.

## История
В начале XX века Браунинг разработал ряд длинноствольных пистолетов с коротким ходом ствола: модели М1900, М1902, М1903 Pocket Hammer, М1905. Являясь предшественниками М1911 — очень популярной модели, которая впоследствии была принята на вооружение американской армии, они несколько отличались схемой запирания — ствол соединялся с рамкой не одной, а двумя серьгами, у казенника и у дула, и при отпирании опускался без перекоса.
По итогам испытаний и боевого применения, М1900 был слегка модифицирован: ёмкость магазина увеличилась на один патрон (с 7 до 8), появилась затворная задержка. Получившаяся модель пошла в производство с 1902 года, производство закончено в 1928 году, выпущено около 18,068 единиц. Существовала также спортивная версия — Model 1902 Sporting, у которой ёмкость магазина соответствовала М1900 (7 патронов), а вместо вертикальной насечки в задней части затвора, имелась перекрёстная насечка в передней части. M1902 Sporting производился с 1902 по 1907 год, всего около 6,927 единиц.

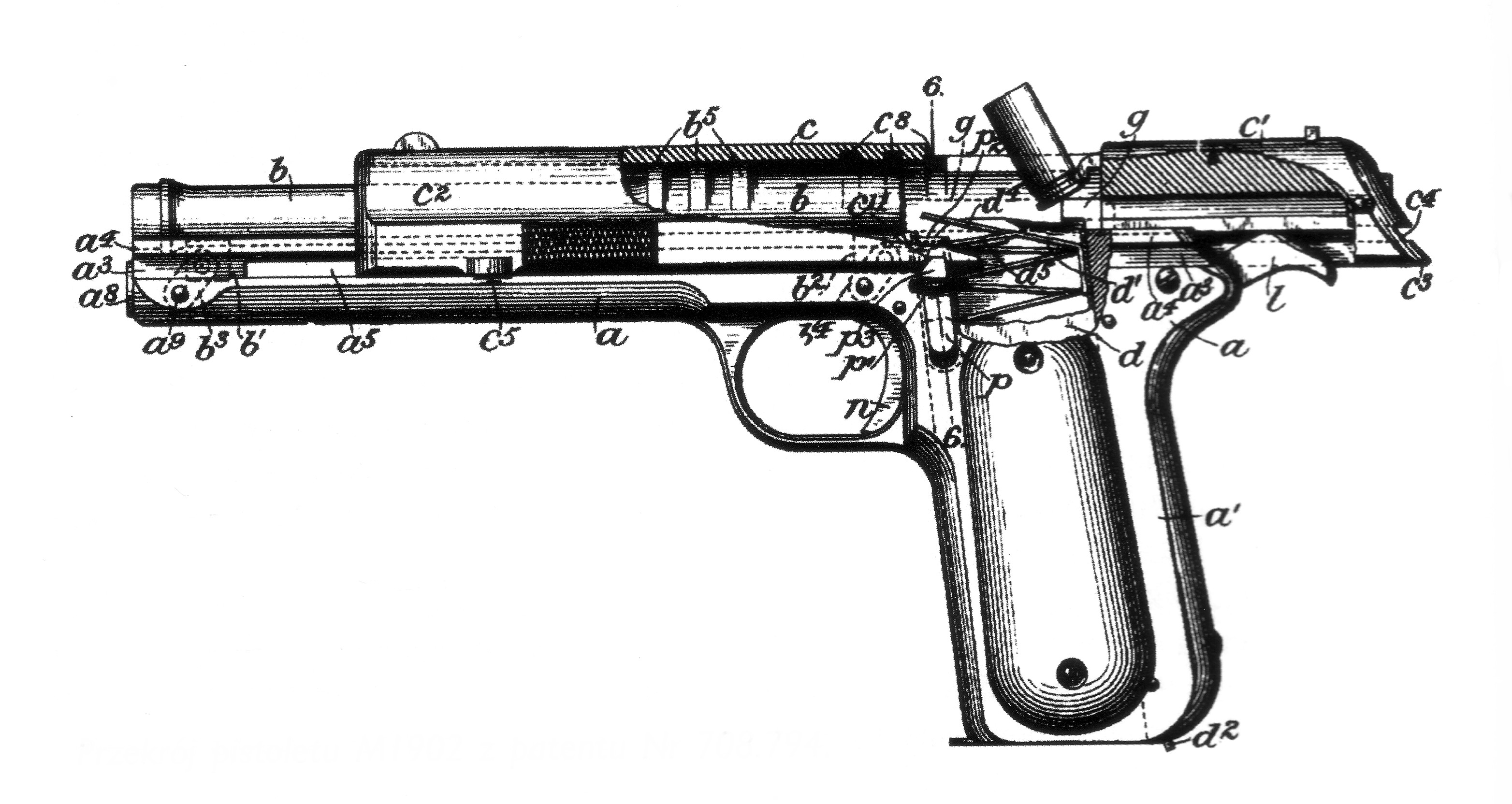
Colt M1902 — ствол соединялся с рамкой не одной, а двумя серьгами, у казенника и у дула, и при отпирании опускался без перекоса